# Mefford Knoll
Der Mefford Knoll ist ein felsiger Hügel oder Felsvorsprung im westantarktischen Marie-Byrd-Land. In der Flood Range ragt er am unteren Westhang des Mount Berlin auf.
Der United States Geological Survey kartierte ihn anhand eigener Vermessungen und Luftaufnahmen der United States Navy aus den Jahren von 1959 bis 1966. Das Advisory Committee on Antarctic Names benannte ihn 1974 nach Michael Mefford, der einer Mannschaft des United States Antarctic Research Program angehört hatte, welche zwischen 1971 und 1972 die Dynamik des Antarktischen Eisschilds im Gebiet nordöstlich der Byrd-Station untersucht hatte.